# Rânia
Rânia é um filme brasileiro de 2011 dirigido por Roberta Marques. É o primeiro longa-metragem de ficção da diretora.

## Elenco
- Graziela Felix
- Mariana Lima
- Nataly Rocha

## Prêmios e indicações
Prêmio de Melhor Filme na Categoria Novos Rumos – Festival de Cinema do Rio, 2011.